# هامازگائین
جامعه آموزشی و فرهنگی ارمنی هامازگائین (ارمنی: Համազգային հայ կրթական և մշակութային միություն; انگلیسی: Hamazkayin Armenian Educational and Cultural Society) یا به صورت اختصاری هامازگائین (انگلیسی: Hamazkayin) مهمترین سازمان فرهنگی جماعت ارمنیان پراکنده است.
به علاوه سازماندهی رویدادهای فرهنگی در جوامع محلی ارمنی، هامازگائین سه مدرسه، انتشاراتی کتاب را اداره می‌کند.
جامعه فرهنگی و انتشاراتی هامازگائین در تاریخ ۲۸ مه ۱۹۲۸ در قاهره، مصر
توسط نه تن از روشنفکران ارمنی از جمله: لوون شانت (نویسنده و آموزگار)، نیکول آقبالیان (تاریخ‌نگار، منتقد و نخستین وزیر آموزش و پرورش ارمنستان، هامو اوهانجانیان وزیر امورخارجه پیشین جمهوری ارمنستان و گاسپار ایپگیان (کارگردان تئاتر و منتقد هنری) بنیانگذاری شد.